# Sarah Hall
Sarah Hall (Carlisle, 1974)) is een Engelse romanschrijfster en dichteres. Haar tweede boek, De Michelangelo van Coney Island, werd genomineerd voor de Man Booker Prize van 2004.
Ze woont in Norwich, Engeland.